# Taleta
Taleta („třetí“) byl rod býložravého kachnozobého dinosaura z podčeledi Lambeosaurinae, žijícího v období nejpozdnější křídy (geologický věk/stupeň maastricht, zhruba před 67 až 66 miliony let) na území dnešního Maroka (pánev Ouled Abdoun). Tento relativně malý lambeosaurinní hadrosaurid žil ve stejných ekosystémech jako je příbuzní druhů Minqaria bata a Ajnabia odysseus.

## Zařazení

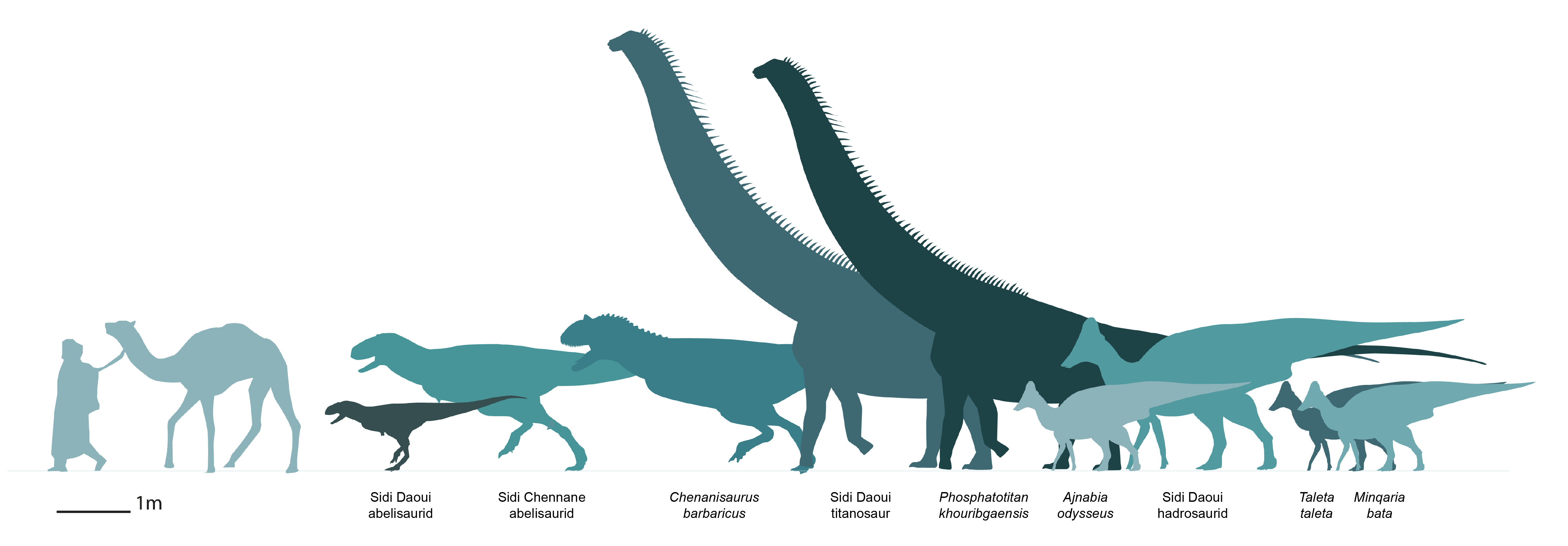
Dinosauří megafauna z marockých fosfátových nalezišť.

Typový druh Taleta taleta byl formálně popsán v květnu roku 2025 na základě fosilních fragmentů lebky (sbírkové označení MHNM.KH.1557). Jednalo se o malého zástupce hadrosauridů, který dosahoval délky kolem 3,5 metru, podobně jako jeho vývojoví příbuzní, známí ze stejné lokality.
Podle provedené fylogenetické analýzy se patrně jedná o hadrosaurida z tribu Arenysaurini, kachnozobých dinosaurů až do objevu rodu Ajnabia a Minqaria známých pouze z území Evropy. Jednalo se tedy o blízkého vývojového příbuzného západoevropského druhu Arenysaurus ardevoli. Objev významně zvětšuje známé geografické rozšíření i druhovou rozmanitost (biodiverzitu) hadrosauridů v období končící křídy. Vzdáleněji příbuznými rody k těmto marockým taxonům byly také taxony Canardia, Pararhabdodon, Koutalisaurus a Blasisaurus.

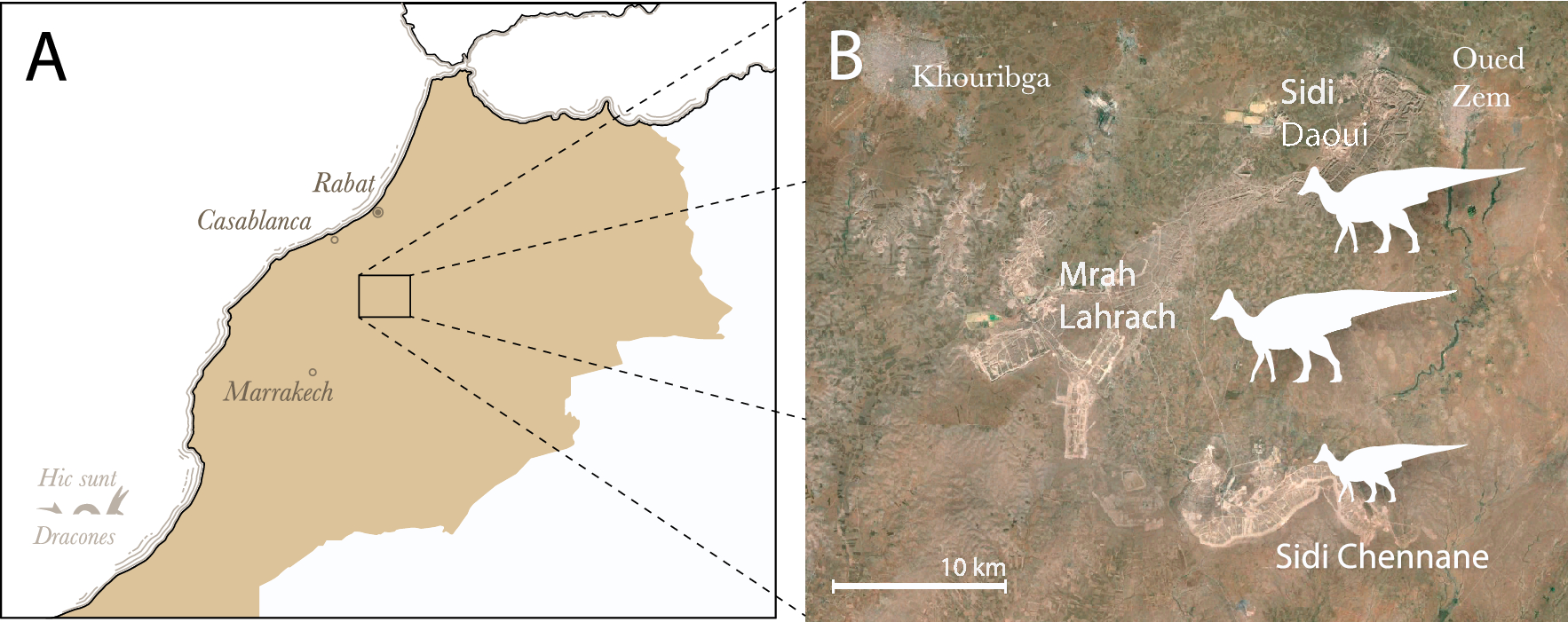
Mapa zobrazující lokalitu objevu všech tří zatím známých marockých hadrosauridů.

## Význam
Jedná se o již třetího hadrosaurida, známého ze severní Afriky. Objev tohoto hadrosaurida dále potvrzuje, že i v období pozdní křídy stále docházelo k výrazným migračním tahům různých skupin dinosaurů napříč kontinenty, a že tehdejší geografické bariéry mezi územím Evropy a Afriky nebyly pro tyto dinosaury zcela nepřekonatelné. Také se jedná o potvrzení skutečnosti, že dinosauří biodiverzita v severní Africe byla i na samotném konci křídy stále značně vysoká.